# Algeriets præsident
Den Demokratiske Folkerepublik Algeriets Præsident (arabisk: رئيس الجمهورية الجزائرية الديمقراطية الشعبية; fransk: Président de la République algérienne démocratique et populaire) er Algeriets statsoverhoved og den øverstkommanderende for Algeriets militær.
Præsidenten udpeger en premierminister, der nedsætter ministerrådet.

## Præsidenter
Liste over Algeriets præsidenter og øvrige statsoverhoveder gennem tiden (Datoer i kursiv indikerer de facto-fortsættelse i embedet).
| Periode | Billede                                                                      | Navn                                                                                              | Parti                                      | Noter                                            |
| --- | ---------------------------------------------------------------------------- | ------------------------------------------------------------------------------------------------- | ------------------------------------------ | ------------------------------------------------ |
| Den provisoriske regering for Algeriets Republik Gouvernement provisoire de la République algérienne (GPRA)          |                                                                              |                                                                                                   |                                            |                                                  |
| 7. april 1962 til 3. juli 1962                                                                                       |                                                                              | Abderrahmane Farès, Præsident for den provisoriske regering for Algeriets Republik                | FLN                                        |                                                  |
| Staten Algeriet (État algérien)                                                                                      |                                                                              |                                                                                                   |                                            |                                                  |
| 3. juli 1962 til 25. september 1962                                                                                  |                                                                              | Abderrahmane Farès, Præsident for den provisoriske råd                                            | FLN                                        |                                                  |
| Algeriets demokratiske Folkerepublik الجمهوريّةالجزائرية (Al-Jumhūriyya al-Jazā’iriyya ad-Dimuqratiyya ash-Sha’biyya) |                                                                              |                                                                                                   |                                            |                                                  |
| 25. september 1962 til 15. september 1963                                                                            |                                                                              | Ferhat Abbas, Præsident for Nationalforsamlingen                                                  | FLN                                        |                                                  |
| 15. september 1963 til 19. juni 1965                                                                                 |                                                                              | Ahmed Ben Bella, Præsident احمد بن بلة                                                            | FLN                                        | (Muhammad Ahmad Bin Balla); væltet i et statskup |
| 19. juni 1965 til 10. december 1976                                                                                  |                                                                              | Oberst Houari Boumédiènne, Præsident for Revolutionsrådet هواري بومدين, اسمه الحقيقي محمد بوخروبة | Mil/FLN                                    | (Oprindeligt Mohammed Brahim Boukarouba)         |
| 10. december 1976 til 27. december 1978                                                                              | Oberst Houari Boumédiènne, Præsident هواري بومدين, اسمه الحقيقي محمد بوخروبة | Valgt 10. december 1976; døde i embedet                                                           | Mil/FLN                                    |                                                  |
| 27. december 1978 til 9. februar 1979                                                                                |                                                                              | Rabah Bitat, interim Præsident رابح بيطاط                                                         | FLN                                        |                                                  |
| 9. februar 1979 til 11. januar 1992                                                                                  |                                                                              | Oberst Chadli Bendjedid, Præsident شاذلي بن جديد                                                  | FLN                                        | Valgt 7. februar 1979; gen-valgt i februar 1984  |
| 11. januar 1992 til 14. januar 1992                                                                                  |                                                                              | Abdelmalek Benhabyles, Formand for det konstitutionelle råd                                       | n-p                                        |                                                  |
| 14. januar 1992 til 29. juni 1992                                                                                    |                                                                              | Mohamed Boudiaf, Formand for det Høje Statsråd محمد بوضياف                                        | PRS/ideologisk tæt på FLN (medgrundlægger) | Henrettet                                        |
| 2. juli 1992 til 31. januar 1994                                                                                     |                                                                              | Ali Kafi, Formand for det Høje Statsråd علي كاف                                                   | PRS                                        |                                                  |
| 31. januar 1994 til 27. november 1995                                                                                |                                                                              | Liamine Zéroual, Statsoverhovede اليمين زروال                                                     | n-p                                        |                                                  |
| 27. november 1995 til 27. april 1999                                                                                 | Liamine Zéroual, Præsident اليمين زروال                                      | n-p/RND                                                                                           |                                            |                                                  |
| 27. april 1999 til 2. april 2019                                                                                     |                                                                              | Abdelaziz Bouteflika, Præsident عبد العزيز بوتفليقة                                               | FLN                                        |                                                  |
| 9. april 2019 til 19. december 2019                                                                                  |                                                                              | Abdelkader Bensalah, Fungerende præsident عبد القـادر بن صالح                                     | RND                                        |                                                  |
| siden 19. december 2019                                                                                              |                                                                              | Abdelmadjid Tebboune, Præsident عبد المجيد تبون                                                   | Uafhængig                                  |                                                  |